# Stelis oligantha
Stelis oligantha är en orkidéart som beskrevs av João Barbosa Rodrigues. Stelis oligantha ingår i släktet Stelis och familjen orkidéer. Inga underarter finns listade i Catalogue of Life.

## Bildgalleri

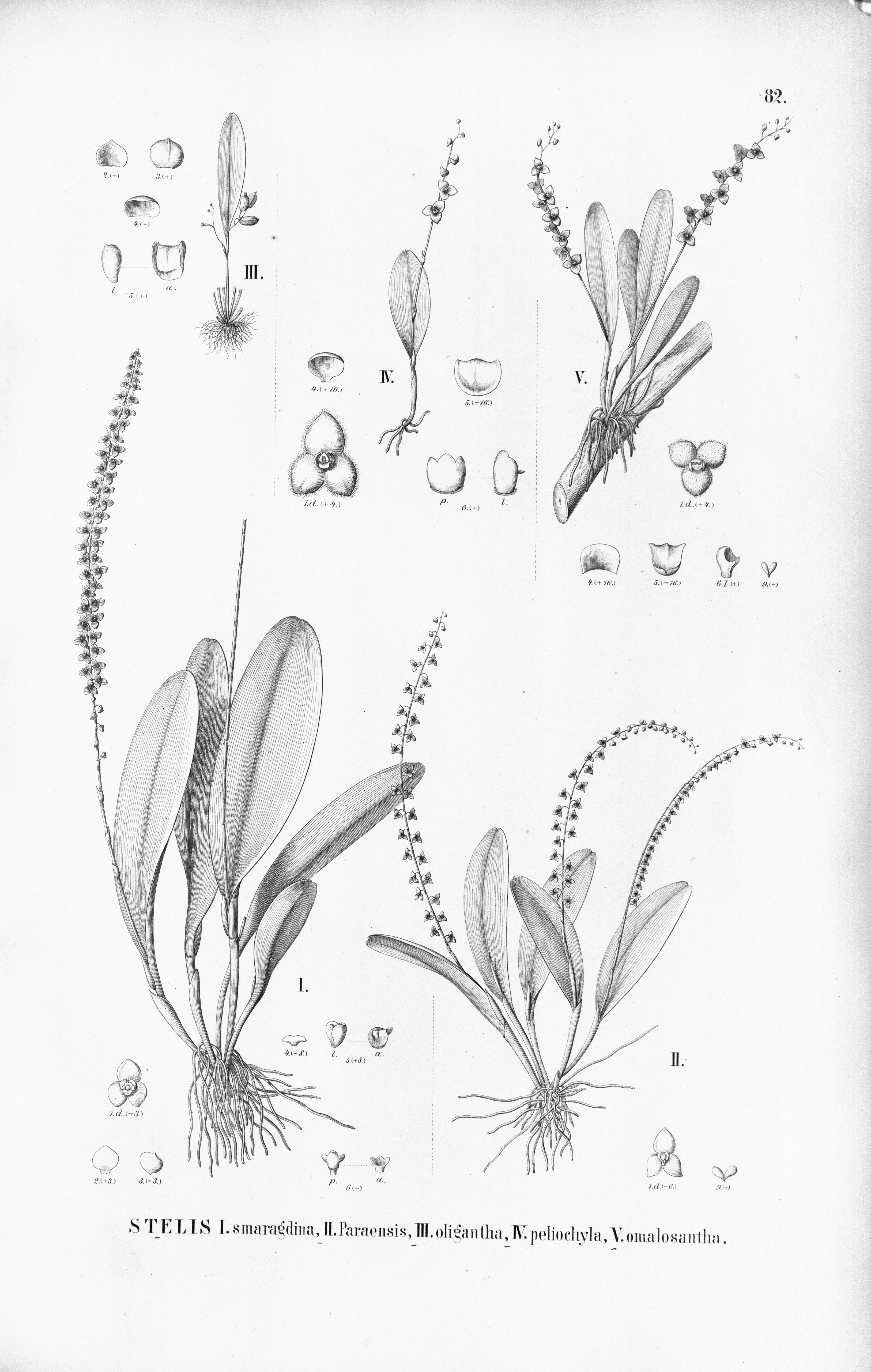